# I piaceri del sabato notte
I piaceri del sabato notte («Los placeres del sábado por la noche» en italiano) es una película italiana de 1960 dirigida por Daniele D'Anza y protagonizada por Andreina Pagnani y Jeanne Valérie. Jean Murat también aparece.

## Argumento
Detrás de la fachada de una casa de moda en Milán, dirigida por Arabella, se encuentra una eficiente red de prostitución de clase alta.

## Reparto
- Andreina Pagnani como Arabella.
- Jeanne Valérie como Paola Masetti.
- Maria Perschy como Claudia.
- Scilla Gabel como Patrizia.
- Elsa Martinelli como Marisa, modelo.
- Pierre Brice como Aldo, abogado.
- Jean Murat como General Masetti, padre de Paola y Silvana.
- Romolo Valli como Comisionado.
- Roberto Risso como Carlo Malpighi.
- Corrado Pani como Joven chantajista.
- Renato Speziale como Luigi, el amante de Arabella.
- Giuseppe Porelli como Comendador Paolo Iavecchia.
- Luigi Pavese como Baldoni.
- Maria Grazia Spina como Silvana.
- Marilù Tolo como Amante de Luigi.
- Carlo Pisacane como Anciano napolitano.
- Paola Barbara como la Sra. Masetti, madre de Paola y Silvana.
- Aldo Giuffrè como Ernesto.
- Michele Malaspina como cliente del atelier.
- Roy Ciccolini como Mori, futbolista.
- Cesarina Gheraldi como Lisa, criada de la casa Masetti.
- Nino Pavese como Inspector De Stefani.
- Silvano Tranquilli como Comisionado Adjunto.
- Tom Felleghy como Cliente suizo.
- Giulio Marchetti como Otro cliente suizo.
- Arnaldo Ninchi como Futbolista.
- Roberto Bruni como Cliente del atelier.
- Arturo Dominici como Cliente del atelier.
- Laura Nucci como Cliente del atelier.
- Linda Sini como Cliente del atelier.